# Shenzhou 1
Shenzhou 1 (神舟一号) lancé le 19 novembre 1999 est le premier vol inhabité du programme Shenzhou. Le vaisseau utilisé n'était pas équipé de systèmes de support de vie ni de systèmes de sauvetage d'urgence. Après que le vaisseau a effectué 14 rotations autour de la Terre, la commande de désorbitage fut envoyée à 18:49 UTC depuis le navire Yuanwang 3 croisant au large de la Namibie. Il a atterri le 20 novembre 1999 à 19:41 en Mongolie-Intérieure après une rentrée atmosphérique réussie.

## Le vaisseau
Le vaisseau Shenzhou utilisé lors de cette mission était différent de ceux utilisés lors des missions ultérieures. Au lieu d'être équipé de panneaux solaires dépliables, Shenzhou 1 était équipé de cellules photovoltaïques fixes. Au cours de ce premier vol, il n'y a eu aucun changement d'orbite. Selon Qi Faren, l'ingénieur en chef du vaisseau, seuls 8 des 13 sous-systèmes à bord de l'appareil étaient opérationnels. Shenzhou 1 a principalement été conçu pour tester la fusée Longue Marche 2F. Les seuls systèmes et capacités testés lors de ce vol étaient la séparation des modules, le contrôle de l'altitude, le corps portant, le bouclier thermique ainsi que la récupération au sol.
Le vaisseau transportait 100 kg de graines afin d'observer les effets que leur produisait l'environnement spatial. Il a été émis l'hypothèse que la face avant du module orbital ait été équipé d'un boitier SIGINT factice, pour ensuite en placer un fonctionnel sur Shenzhou 2 ou Shenzhou 3.
Il a été annoncé en juin 1999 que le vol allait avoir lieu en octobre de la même année. À la même période, les premières images du lanceur Longue Marche 2F et du bâtiment d'assemblage qui seront utilisés ont été diffusées sur un forum de l'armée Chinoise.

### Paramètres de mission
- Masse : 7 600 kg
- Périgée : 195 km
- Apogée : 315 km
- Inclinaison : 42.6°
- Période : 89.6 minutes
- NSSDC ID : 1999-061A